# ŠRC Uljanik Veruda
ŠRC Uljanik Veruda je nogometno igralište na kojem je tijekom renoviranja stadiona Aldo Drosina svoje utakmice odigravao pulski prvoligaš NK Istra 1961. Također, stadion koristi i NK Uljanik, te atletski klub Istra.
Kapacitet Verude iznosi oko 2.500 sjedećih mjesta na centralnoj (jedinoj) tribini. Sa strane je prostor za goste od oko 300 stajaćih mjesta. Uz stadion nalazi se i Dom sportova „Mate Parlov”, te boćarska dvorana.

## Vanjske poveznice
- ŠRC Veruda  Arhivirana inačica izvorne stranice od 4. ožujka 2016. (Wayback Machine)